# Menachem Ussishkin
Menachem Ussishkin (em russo: Авраам Менахем Мендл Усышкин; romaniz.: Avraham Menachem Mendel Ussishkin; em hebraico: מנחם אוסישקין ) (14 de agosto de 1863 - 2 de outubro de 1941) foi um líder sionista nascido na Rússia e chefe do Fundo Nacional Judaico .

## Biografia
Menachem Ussishkin nasceu em Dubrowna, na parte bielorrussa do Império Russo. Ele recebeu uma educação judaica tradicional, mas quando sua família se mudou para Moscou, ele passou a estudar em uma escola secular. Em 1889, formou-se como engenheiro técnico pela Universidade Técnica Estatal de Moscou. Ussishkin esteve entre os fundadores do movimento Bilu e da filial de Moscou do Hovevei Zion. Ele também se juntou à sociedade Bnei Moshe fundada por Ahad HaAm. Em 1891, fez sua primeira viagem à Palestina. 
Ussishkin serviu como secretário no Primeiro Congresso Sionista. Em 1903, visitou a Palestina e não compareceu ao Sexto Congresso Sionista, onde o plano de Uganda foi apresentado. Logo depois, ele se tornou um dos principais líderes opositores a esse plano, que foi rejeitado em 1905, durante o Sétimo Congresso Sionista.
Ele foi um dos delegados judeus na conferência de paz de Paris após a Primeira Guerra Mundial. 
Em 1919, estava a bordo do navio Ruslan, imigrando para o que estava para se tornar o Mandato Britânico da Palestina. Em 1920, foi nomeado chefe da Comissão Sionista na Palestina. Em seu panfleto "Nosso Programa", defendeu a colonização coletiva baseada no sionismo trabalhista. Sob sua influência, o movimento sionista apoiou ativamente o estabelecimento de assentamentos agrícolas, instituições educacionais e culturais e da escola politécnica judaica - que mais tarde seria conhecida como Technion.
Em 1923, foi eleito presidente do Fundo Nacional Judaico, que liderou até sua morte. Participou de grandes aquisições de terras nos vales de Hefer, Jezreel e Beit She'an.

Em 1941, Ussishkin afirmou se apor a qualquer tentativa de estabelecimento de um Estado judeu sem que os judeus tivessem maioria. Ele disse que um estado de minoria judaica inevitavelmente terminaria no que mais tarde seria chamado de apartheid. Sua proposta era focar na imigração em larga escala em vez da independência: "Primeiro, um estado judeu; segundo, direitos iguais para os árabes; e terceiro, transferência dos árabes somente se eles consentirem".
"Na África do Sul, os negros são oitenta por cento e os governantes são os vinte por cento dos brancos; os oitenta por cento não têm direitos nenhum... você quer que os judeus que são vinte por cento governem na Palestina? Se é isso que você diz, então a maneira como você usa o termo 'estado judeu' é compreensível. Mas você não dirá isso, porque você não pode dizer isso, já que não há esperança de que alguém no mundo não judeu aceite esse conceito, e também uma grande parte do movimento sionista se oporia a esse conceito, com justiça ou não." 

## Família
Ussishkin teve dois filhos: sua filha, Rachel, casou-se com Friedrich Simon Bodenheimer, entomologista e filho do sionista Max Bodenheimer. Seu filho, Samuel, um advogado, casou-se com Elsa Schoenberg. O filho deles é o arqueólogo David Ussishkin .

## Morte e sepultamento
Ussishkin morreu em 1941 em Jerusalém aos 78 anos e foi enterrado na Caverna de Nicanor, no jardim botânico da Universidade Hebraica de Jerusalém, no Monte Scopus. 

## As "Fortalezas Ussishkin"
Um grupo de aldeias no norte de Israel, incluindo Dan, Dafna, She'ar Yashuv e Beit Hillel, foram coletivamente chamadas de "Fortalezas Ussishkin".

## Homenagens
O nome de Ussishkin é homenageado em muitos lugares em Israel. O kibutz Kfar Menahem recebeu seu nome em sua homenagem.
No seu 70º aniversário, o conselho do bairro de Rehavia decidiu mudar o nome da rua onde ele morava, de Rechov Keren Kayemet Le'Israel (Fundo Nacional Judaico) para Rechov Ussishkin, e designar pelo nome Rechov Keren Kayamet Le'Israel a sua localização atual. 
Após a morte de Ussishkin, muitas ruas e escolas em Israel receberam seu nome, assim como o maior auditório do Centro Internacional de Convenções de Jerusalém.

## Galeria

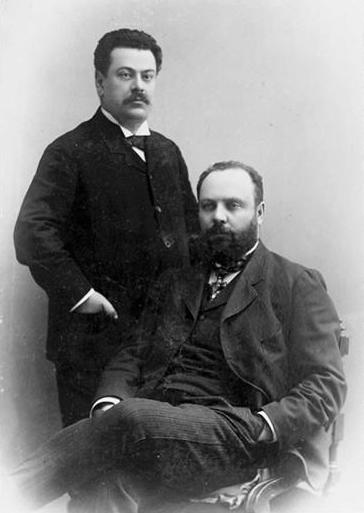
Menachem Ussishkin (sentado) com Adolf Stand, antes de 1919
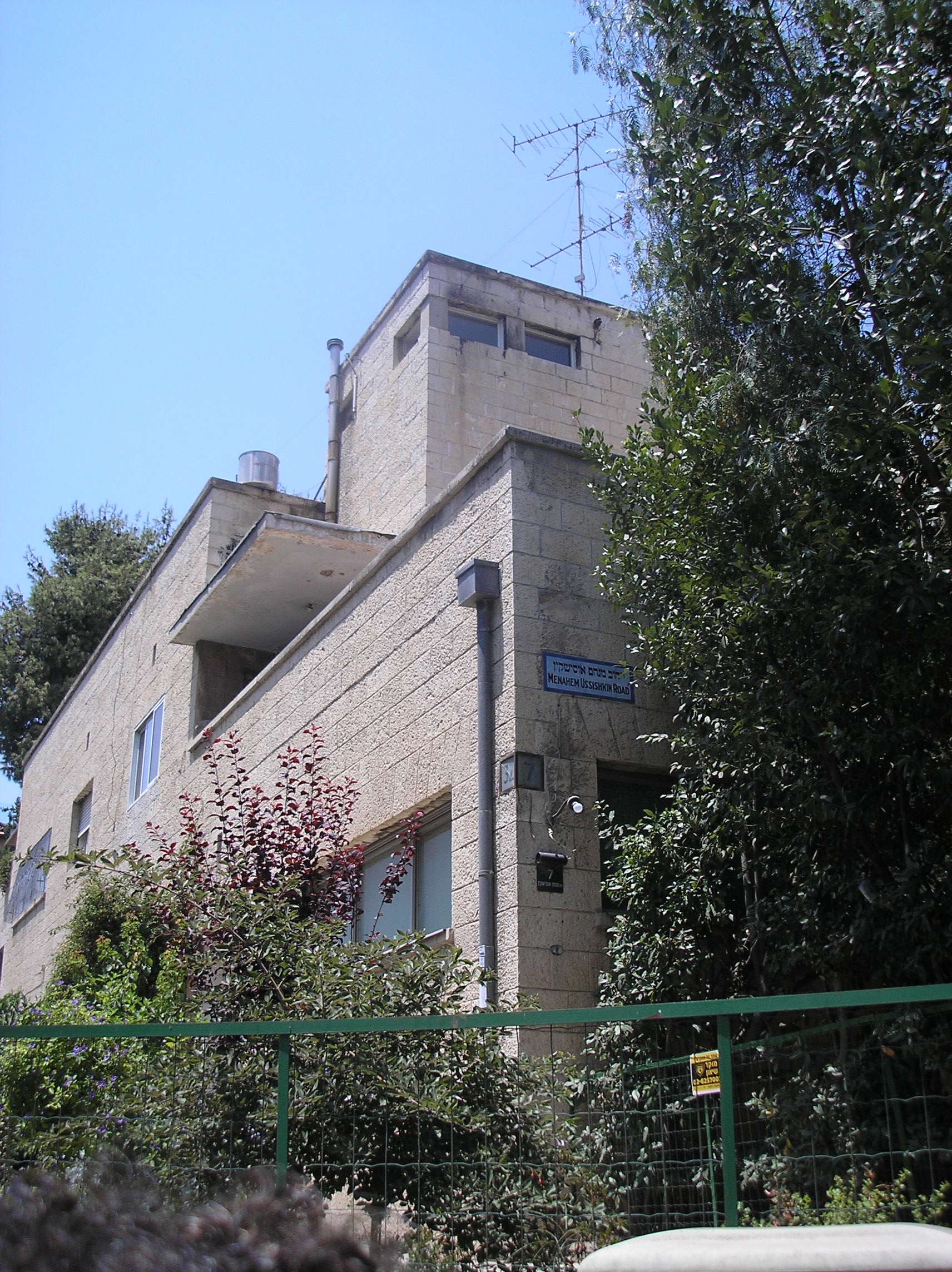
Casa de Menachem Ussishkin em Rehavia, Jerusalém
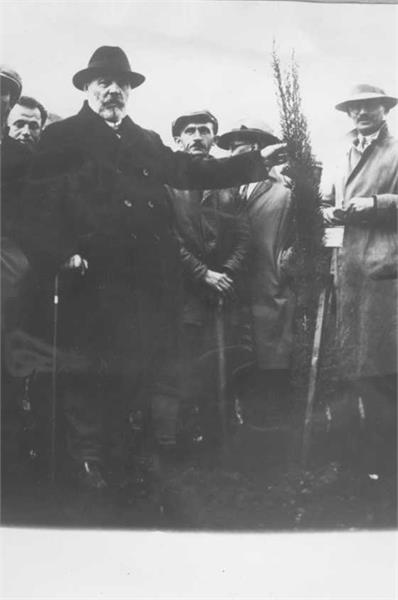
Menachem Ussishkin em 1929
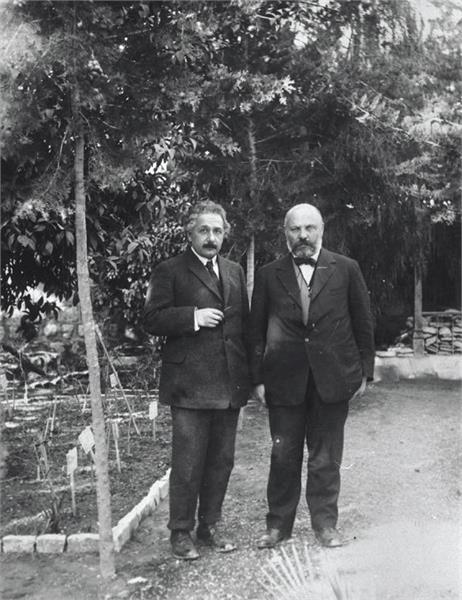
Menachem Ussishkin com Albert Einstein
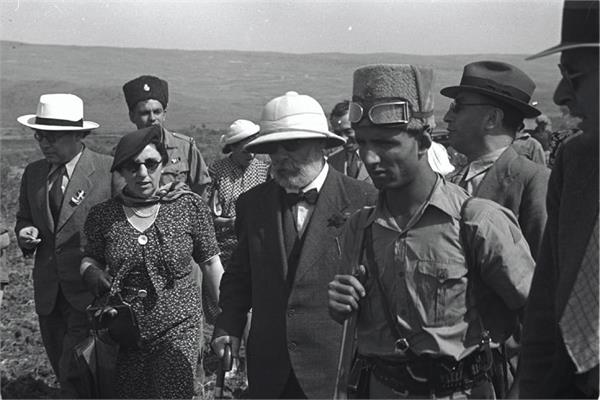
Menachem Ussishkin visitando Dafna em 1º de maio de 1939